# 1992年ウィンブルドン選手権
1992年 ウィンブルドン選手権（1992ねんウィンブルドンせんしゅけん、The Championships, Wimbledon 1992）は、イギリス・ロンドン郊外にある「オールイングランド・ローンテニス・アンド・クローケー・クラブ」にて、1992年6月22日から7月5日にかけて開催された。

## シード選手

### 男子シングルス
1. ジム・クーリエ　（3回戦）
2. ステファン・エドベリ　（ベスト8）
3. ミヒャエル・シュティヒ　（ベスト8）
4. ボリス・ベッカー　（ベスト8）
5. ピート・サンプラス　（ベスト4）
6. ペトル・コルダ　（2回戦）
7. マイケル・チャン　（1回戦）
8. ゴラン・イワニセビッチ　（準優勝）
9. ギー・フォルジェ　（ベスト8）
10. イワン・レンドル　（4回戦）　［注：大会終了後の7月7日にアメリカ市民権取得］
11. リカルド・クライチェク　（3回戦）
12. アンドレ・アガシ　（初優勝）
13. ブラッド・ギルバート　（3回戦）
14. ウェイン・フェレイラ　（4回戦）
15. アレクサンドル・ボルコフ　（3回戦）
16. デビッド・ウィートン　（3回戦）

### 女子シングルス
1. モニカ・セレシュ　（準優勝）
2. シュテフィ・グラフ　（優勝、2年連続4度目）
3. ガブリエラ・サバティーニ　（ベスト4）
4. マルチナ・ナブラチロワ　（ベスト4）
5. アランチャ・サンチェス　（2回戦）
6. ジェニファー・カプリアティ　（ベスト8）
7. メアリー・ジョー・フェルナンデス　（3回戦）
8. コンチタ・マルチネス　（2回戦）
9. マニュエラ・マレーバ・フラニエール　（3回戦）
10. アンケ・フーバー　（3回戦）
11. ヤナ・ノボトナ　（3回戦）
12. カテリナ・マレーバ　（ベスト8）
13. ジーナ・ガリソン　（4回戦）
14. ナタリー・トージア　（ベスト8）
15. 伊達公子　（2回戦）
16. ジュディス・ヴィースナー　（3回戦）

## 大会経過

### 男子シングルス
準々決勝
- ジョン・マッケンロー vs.  ギー・フォルジェ　6-2, 7-6, 6-3
- アンドレ・アガシ vs.  ボリス・ベッカー　4-6, 6-2, 6-2, 4-6, 6-3
- ピート・サンプラス vs.  ミヒャエル・シュティヒ　6-3, 6-2, 6-4
- ゴラン・イワニセビッチ vs.  ステファン・エドベリ　6-7, 7-5, 6-1, 3-6, 6-3

準決勝
- アンドレ・アガシ vs.  ジョン・マッケンロー　6-4, 6-2, 6-3
- ゴラン・イワニセビッチ vs.  ピート・サンプラス　6-7, 7-6, 6-4, 6-2

### 女子シングルス
準々決勝
- モニカ・セレシュ vs.  ナタリー・トージア　6-1, 6-3
- マルチナ・ナブラチロワ vs.  カテリナ・マレーバ　6-3, 7-6
- ガブリエラ・サバティーニ vs.  ジェニファー・カプリアティ　6-1, 3-6, 6-3
- シュテフィ・グラフ vs.  ナターシャ・ズベレワ　6-3, 6-1

準決勝
- モニカ・セレシュ vs.  マルチナ・ナブラチロワ　6-2, 6-7, 6-4
- シュテフィ・グラフ vs.  ガブリエラ・サバティーニ　6-3, 6-3

## 決勝戦の結果
男子シングルス
- アンドレ・アガシ vs.  ゴラン・イワニセビッチ　6-7, 6-4, 6-4, 1-6, 6-4

女子シングルス
- シュテフィ・グラフ vs.  モニカ・セレシュ　6-2, 6-1

男子ダブルス
- ジョン・マッケンロー＆ ミヒャエル・シュティヒ vs.  ジム・グラブ＆ リッチー・レネバーグ　5-7, 7-6, 3-6, 7-6, 19-17

女子ダブルス
- ジジ・フェルナンデス＆ ナターシャ・ズベレワ vs.  ヤナ・ノボトナ＆ ラリサ・ネーランド　6-4, 6-1

混合ダブルス
- シリル・スーク＆ ラリサ・ネーランド vs.  ヤッコ・エルティン＆ ミリアム・オレマンス　7-6, 6-2

## みどころ
- ウィンブルドン選手権で過去3度の優勝経験を持つジョン・マッケンローが、1992年のシーズンを最後に現役を引退した。マッケンローは男子シングルス準決勝でアンドレ・アガシに 4-6, 2-6, 3-6 で敗れたが、ミヒャエル・シュティヒと組んだ男子ダブルスで優勝した。マッケンローのウィンブルドン男子ダブルス優勝は8年ぶり5度目で、決勝の試合時間「5時間1分」は大会史上最長記録。
- 男子シングルス優勝者のアンドレ・アガシは、自身4度目の4大大会決勝進出で宿願の初優勝を達成した。アガシはそれまでに1990年全仏オープン、1990年全米オープン、1991年全仏オープンで3度の準優勝にとどまっていた。
- 日本人女子選手は、初めて第15シードに選ばれた伊達公子は2回戦敗退に終わったが、沢松奈生子が初めての4回戦進出を果たした。3回戦で第16シードのジュディス・ヴィースナーを破った沢松は、ジェニファー・カプリアティとの4回戦でも最終第3セットで一時リードを奪ったが、結局カプリアティに 3-6, 6-4, 4-6 で押し切られた。